# Lehtosaari (ö i Kajanaland, Kajana, lat 64,17, long 28,38)
Lehtosaari är en ö i Finland. Den ligger i sjön Pirttijärvi och Kaitainjärvi och i kommunen Sotkamo i den ekonomiska regionen  Kajana ekonomiska region  och landskapet Kajanaland, i den centrala delen av landet, 500 km norr om huvudstaden Helsingfors. Öns area är 2,9 hektar och dess största längd är 490 meter i sydöst-nordvästlig riktning.